# Eddie's Head
Eddie's Head es una caja recopilatoria de serie limitada de la banda inglesa de heavy metal Iron Maiden. Lanzado al mercado el 1 de diciembre de 1998 por la discográfica Raw Power Records.
La Eddie’s Head, es una cabeza de plástico de Eddie que contiene doce álbumes musicales que recopilan la discografía desde el homónimo debut Iron Maiden (1980) hasta Fear of the Dark (1992), cada uno de ellos con material multimedia adicional. Además contiene un CD con material extra, un certificado de autenticidad, y un libro de 24 páginas.  

## CD 1:Iron Maiden
1. Prowler
2. Sanctuary
3. Remember Tomorrow
4. Running Free
5. Phantom of the Opera
6. Transylvania
7. Strange World
8. Charlotte the Harlot
9. Iron Maiden

## CD 2:Killers
1. The Ides of March
2. Wrathchild
3. Murders in the Rue Morgue
4. Another Life
5. Genghis Khan
6. Innocent Exile
7. Killers
8. Prodigal Son
9. Purgatory
10. Twilight Zone
11. Drifter

## CD 3:The Number of the Beast
1. Invaders
2. Children Of The Damned
3. The Prisoner
4. 22 Acacia Avenue
5. The Number Of The Beast
6. Run To The Hills
7. Gangland
8. Total Eclipse
9. Hallowed Be Thy Name

## CD 4:Piece of Mind
1. Where Eagles Dare
2. Revelations
3. Flight of Icarus
4. Die With Your Boots On
5. The Trooper
6. Still Life
7. Quest for Fire
8. Sun and Steel
9. To Tame a Land

## CD 5:Powerslave
1. Aces High
2. 2 Minutes to Midnight
3. Losfer Words
4. Flash of the Blade
5. The Duellists
6. Back in the Village
7. Powerslave
8. Rime of the Ancient Mariner

## CD 7:Somewhere in Time
1. Caught Somewhere in Time
2. Wasted Years
3. Sea of Madness
4. Heaven Can Wait
5. The Loneliness of the Long Distance Runner
6. Stranger In a Strange Land
7. Deja Vu
8. Alexander the Great

## CD 8:Seventh Son of a Seventh Son
1. Moonchild
2. Infinite Dreams
3. Can I Play With Madness
4. The Evil That Men Do
5. Seventh Son of a Seventh Son
6. The Prophecy
7. The Clairvoyant
8. Only The Good Die Young

## CD 9:No Prayer for the Dying
1. Tailgunner
2. Holy Smoke
3. No Prayer For The Dying
4. Public Enema Number One
5. Fates Warning
6. The Assassin
7. Run Silent Run Deep
8. Hooks In You
9. Bring Your Daughter... To The Slaughter
10. Mother Russia

## CD 10:Fear of the Dark
1. Be Quick or Be Dead
2. From Here to Eternity
3. Afraid to Shoot Strangers
4. Fear is the Key
5. Childhood's End
6. Wasting Love
7. The Fugitive
8. Chains of Misery
9. The Apparition
10. Judas Be My Guide
11. Weekend Warrior
12. Fear of the Dark

## CD 13: Material extra
1. "Pt. 1: Early Maiden Days: From Here to Eternity/Remember Tomorrow/Iron"
2. "Pt. 2: Groundwork: Charlotte the Harlot/Transylvania/Running Free"
3. "Pt. 3: Ascendacny: Phantom of the Opera/Sanctuary (Metal for Muthas)"
4. "Pt. 4: Supremacy: The Number of the Beast/Hallowed Be Thy ..."
5. "Pt. 5: Legends: Holy Smoke/Bring Your Daughter.. To the ..."